# NGC 7714
NGC 7714 (również PGC 71868 lub UGC 12699) – galaktyka spiralna z poprzeczką (SBb/P), znajdująca się w gwiazdozbiorze Ryb. Odkrył ją John Herschel 18 września 1830 roku. Jest to galaktyka z aktywnym jądrem. Wraz z sąsiednią NGC 7715, z którą oddziałuje grawitacyjnie, tworzy parę skatalogowaną jako Arp 284 w Atlasie Osobliwych Galaktyk Haltona Arpa.
W galaktyce tej zaobserwowano supernowe SN 1999dn i SN 2007fo.